# Ясамал (долина)
Долина Ясамал (азерб. Yasamal dərəsi) — долина в Азербайджане, в юго-западной части Апшеронского полуострова. Длина долины, протянувшейся с севера на юг, достигает 10 км, а ширина составляет 1-2 км. Долина сложена из пород эпохи плиоцена: глины, песка, песчаника и известняка. Постоянное течение в долине отсутствует.
В Ясамальской долине имеется нефтяное месторождение. Через долину проходит железная дорога Баку—Алят.